# Cherohala Skyway

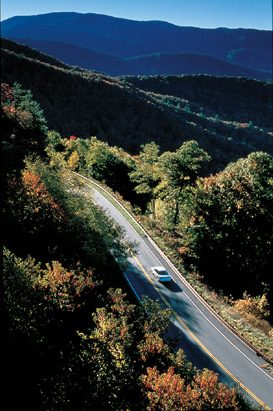
La route du ciel de Cherohala au début de l'automne

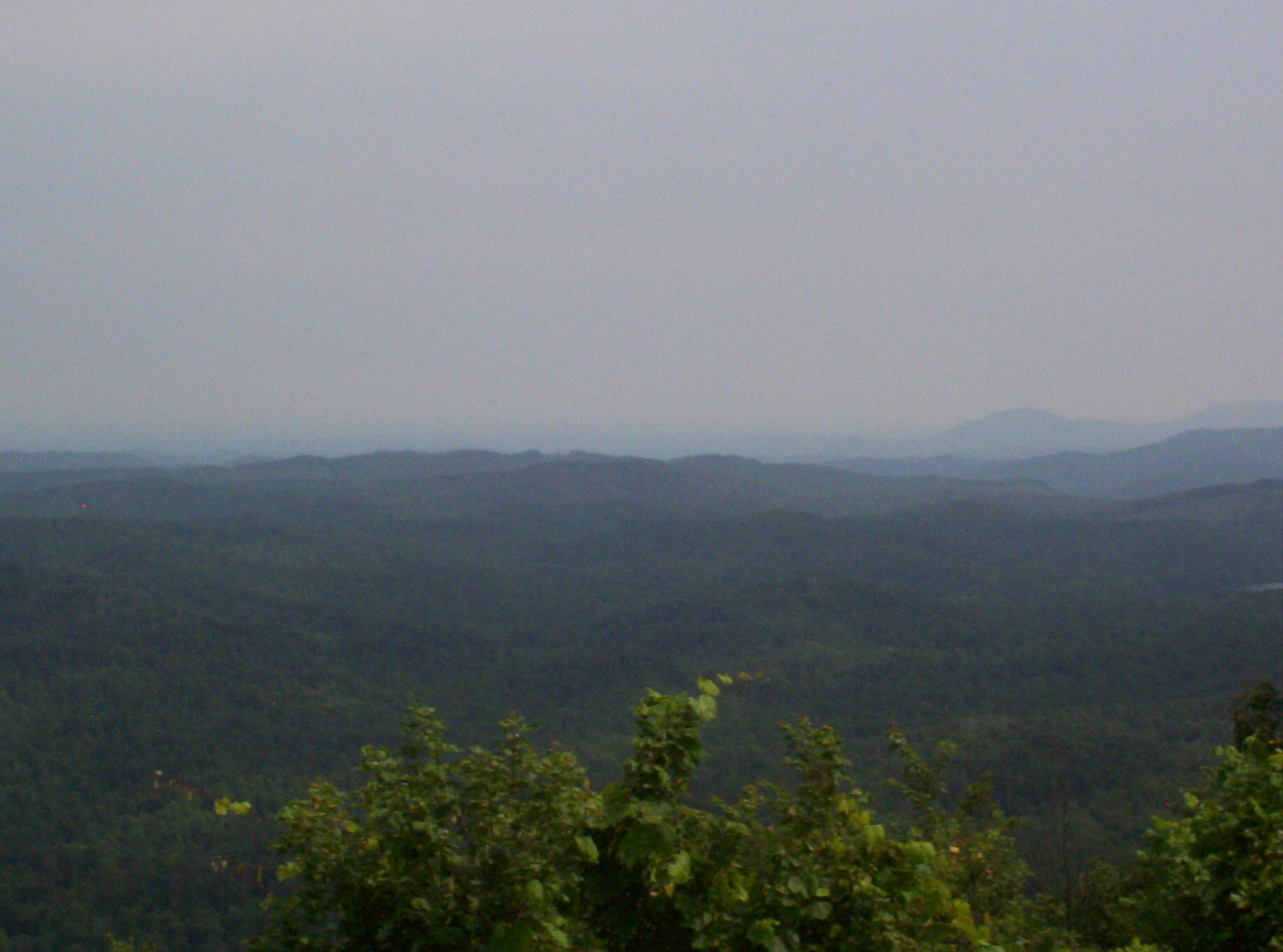
Vue sur la route du ciel

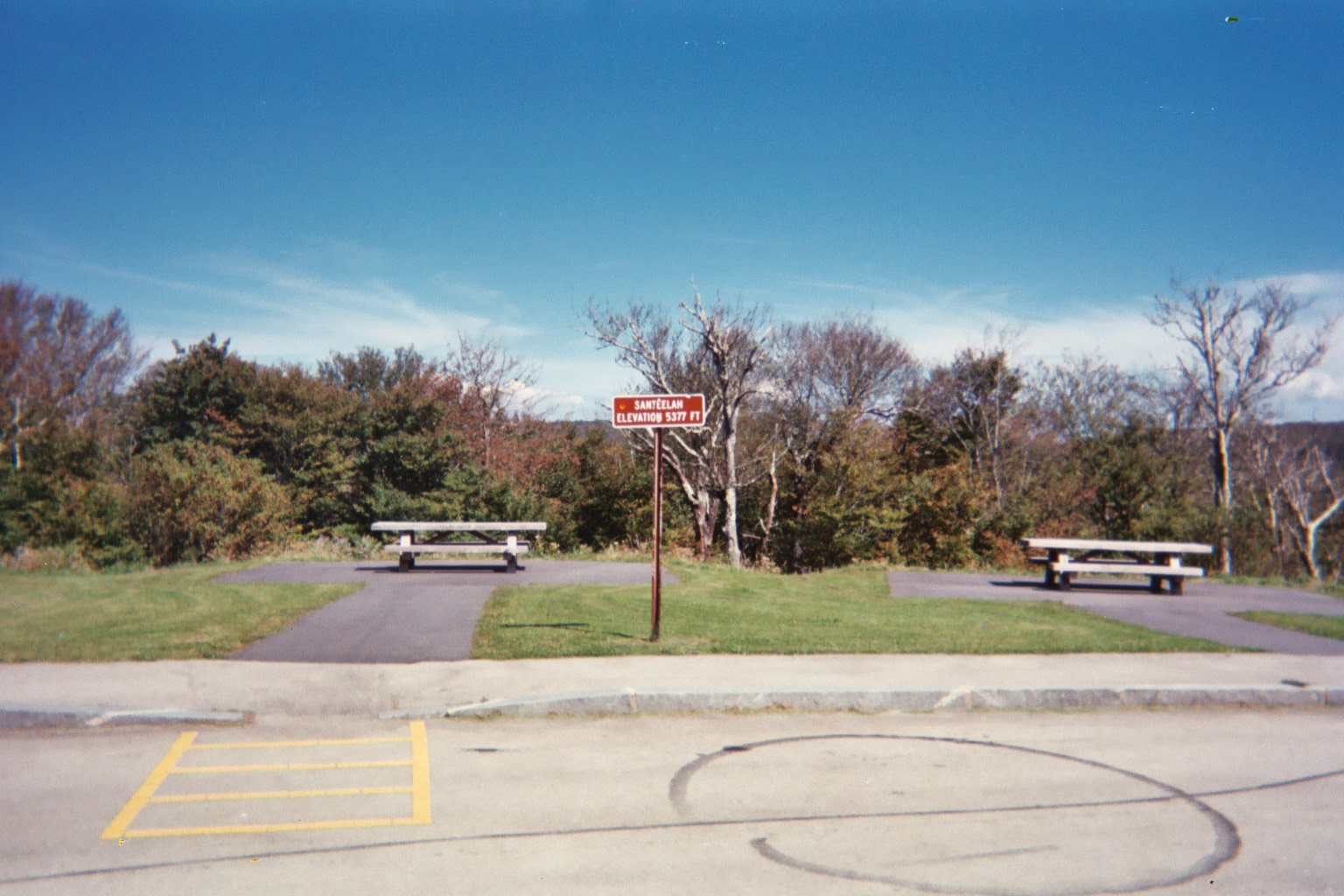
Point haut sur la route du ciel

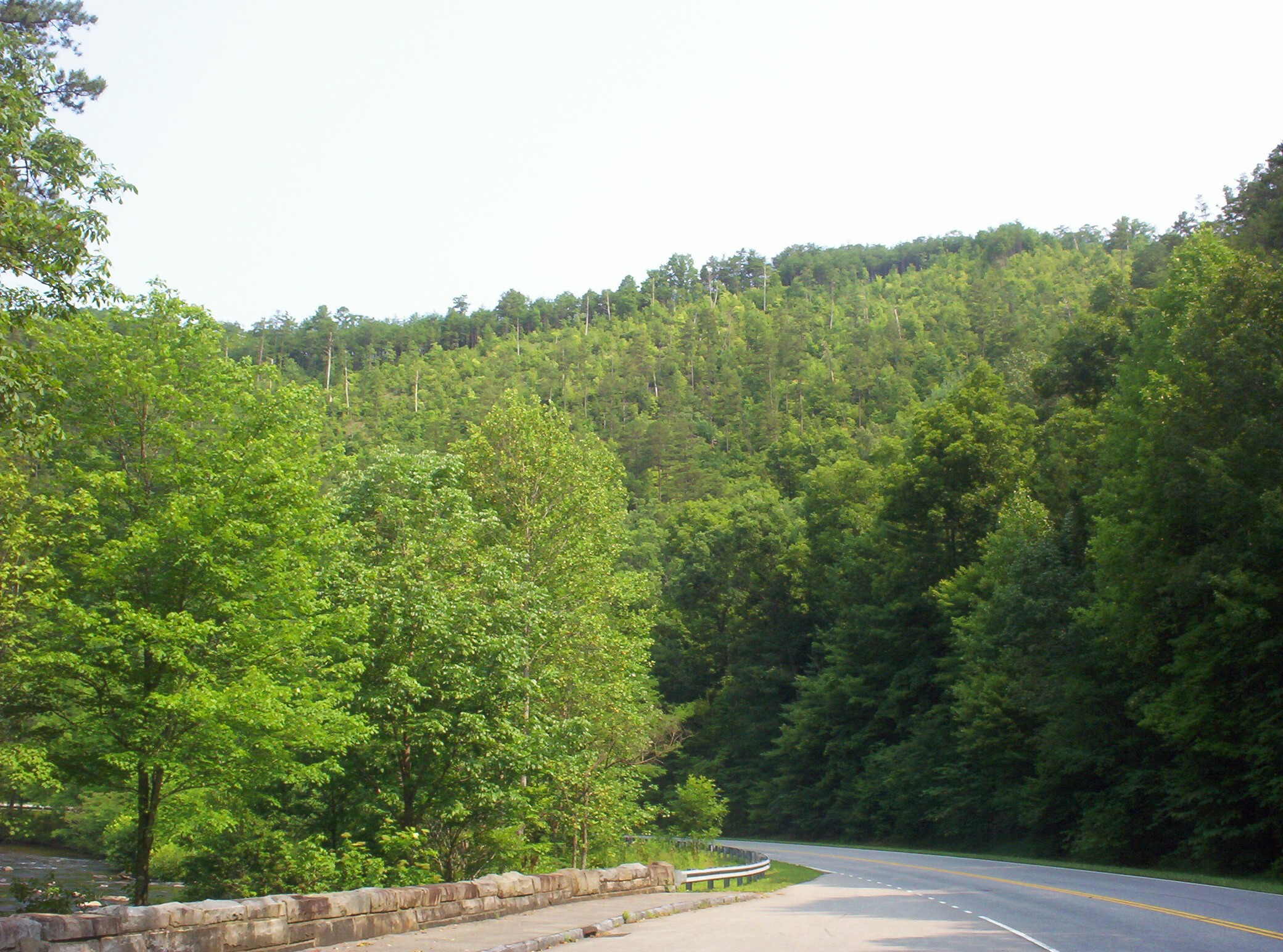
Vue à la fin de la route du ciel près de Tellico Plains

Le Cherohala Skyway (littéralement « route céleste de Cherohala »), parfois également appelée Overhill Skyway, est une route pittoresque de 69 km qui relie Tellico Plains dans le Tennessee et Robbinsville en Caroline du Nord, dans le sud-est des États-Unis.
Son nom est constitué par l'agrégation de Cherokee et de Nantahala, les deux forêts fédérales que la route traverse.
Parsemée de multiples points de vue et panoramas, la route permet un accès motorisé simple a des zones protégées et récréatives dans les Monts Unicoi, y compris la zone sauvage de Citico Creek, les gorges de la rivière Bald, et l'intérieur reculé de la Forêt du Mémorial Joyce Kilmer.   
Le projet débuta en 1958 et les travaux s'achevèrent le 2 octobre 1996, pour un coût total de cent millions de dollars[réf. souhaitée].
La partie sud de la route, dans le Tennessee suit la route 165 sur environ 40 km depuis Tellico Plains jusqu'à la limite de l'État à Stratton Gap. la partie est, en Caroline du Nord, suit à moitié la voie rapide 143 sur près de 30 km depuis Stratton Gap jusqu'à Robbinsville, puis se termine près de la rive sud du lac Santeetlah.   
La route du ciel présente un dénivelé d'un peu plus de 1 300 m, depuis son point le plus bas à 270 m près de Tellico Plains jusqu'à son point haut à 1 600 m sur les pentes du Haw Knob près de la frontière d'État Tennessee-Caroline du Nord.

## Points remarquables
- Trouée de Santeetlah (km 0) : jonction avec la route Kilmer, qui va à la forêt du Mémorial Joyce Kilmer
- Anse de Hooper (km 3) : zone de pique-nique
- Anse de Shute (km 5) : zone de pique-nique
- Colline de Huckleberry (km 14) : chemin jusqu'au sommet de la colline de Huckleberry 1 690 m
- Crêt de Hooper (km 16) : chemin jusqu'au sommet 1 650 m
- Point de vue de Santeetlah (km 18) : 1 640 m, vue sur les chutes amont de la rivière Santeetlah
- Point de vue de Big Junction (km 19): vue sud à travers la trouée entre la colline de Haw et Big Junction à 1 596 m
- Crête de Stratton (km 26) : zone de pique-nique, accès au sentier de Benton MacKaye
- Crêt d'Unicoi (km 29) : frontière Tennessee-Caroline du Nord, vue sur la vallée de la Tellico River
- Sentier des chutes de Falls Branch (km 34) :  sentier à travers une forêt ancienne jusqu'à une cascade d'une hauteur de 17 m
- Vue panoramique sur le lac View (km 40)
- Vue panoramique de Turkey Creek (km 43)
- Route forestière 345 (km 47) jusqu'au campement du lac Indian Boundary
- Route forestière 210 (km 63) vers la station de rangers du district de Tellico et les chutes de la rivière Bald
- Centre touristique de la route du ciel de Cherohala et musée Charles Hall (km 69)